# (14467) Vranckx
(14467) Vranckx est un astéroïde de la ceinture principale.

## Description
(14467) Vranckx est un astéroïde de la ceinture principale. Il fut découvert le 20 juillet 1993 à La Silla par Eric Walter Elst. Il présente une orbite caractérisée par un demi-grand axe de 2,53 UA, une excentricité de 0,11 et une inclinaison de 4,1° par rapport à l'écliptique.